# Anacroneuria timote
Anacroneuria timote és una espècie d'insecte plecòpter pertanyent a la família dels pèrlids.

## Descripció
- Els adults presenten les potes grogues (tret d'algunes àrees del fèmur i de la tíbia), el cap groc amb anells negres i estrets al voltant dels ocels i un lleu color rogenc al mig de la superfície dorsal, el primer segment flagel·lar de les antenes marró rogenc fosc i la resta de les antenes i els palps groc, i les ales ambre amb la nervadura marró.
- Les ales anteriors del mascle fan 17 mm de llargària.
- La femella no ha estat encara descrita.[5]

## Hàbitat
En el seu estadi immadur és aquàtic i viu a l'aigua dolça, mentre que com a adult és terrestre i volador.

## Distribució geogràfica
Es troba a Sud-amèrica: Veneçuela.